# Alcóntar
Alcóntar là một đô thị thuộc tỉnh Almería, in Tây Ban Nha. Đô thị này có diện tích 94 km², dân số năm 2005 là 647 người.

## Biến động dân số
| 1999 | 2000 | 2001 | 2002 | 2003 | 2004 | 2005 |
| ---- | ---- | ---- | ---- | ---- | ---- | ---- |
| 610  | 656  | 656  | 647  | 627  | 650  | 647  |

Nguồn: INE (Tây Ban Nha)